# Kortatu
Kortatu foi um grupo musical basco fundado em 1984 en Irún, Guipúzcoa (Espanha - na região do País Basco). Formaram parte do denominado rock radical basco e foram pioneiros em introduzir o ska na Espanha, sempre com uma base  punk de fundo. 
Uma de suas principais influências foi o grupo  britânico The Clash. Suas letras inicialmente se alternaram entre o idioma castelhano e o euskera, para finalmente adotar exclusivamente este último. Nunca ocultaram sua simpatia em relação à esquerda abertzale (nacionalista basca).
Algumas de suas músicas que merecem destaque são: "Gernika 37-87" (em homenagem ao povoado basco de Guernica bombardeado pelos nazistas), "Sarri, sarri" (composta em comemoração à fuga de um militante do ETA da prisão), "Zu Atrapatu Arte", "Etxerat!", "A la calle", "Mierda de Ciudad", "Nicaragua Sandinista", entre várias outras.

## Historia

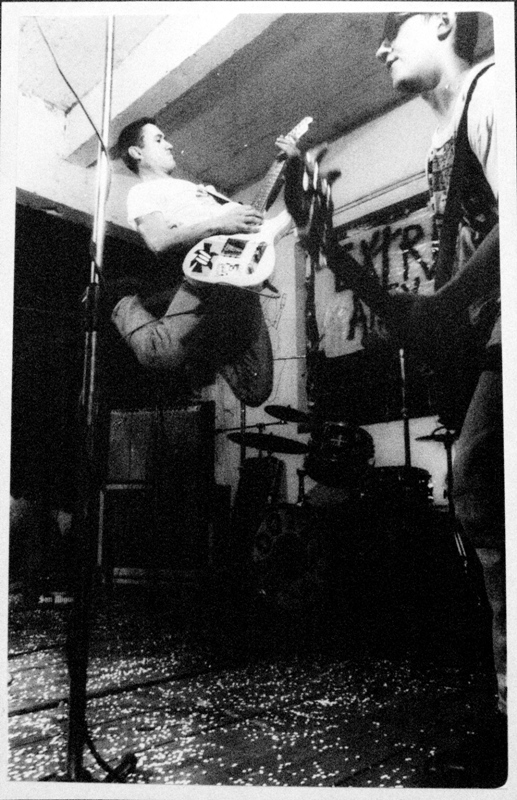
Kortatu no Gaztetxe de Egia.

### Início
Kortatu nasceu em 1984. O grupo era formado pelos irmãos Fermin (guitarra e vocal) e Iñigo Muguruza (baixo e coro), junto a Mattin (bateria) depois de que os Muguruza assistiram a um show do The Clash em San Sebastian e do The Beat em Bilbao. O nome da banda provem de Korta, apelido de Manuel M. Garmendia Zubiarrain, um membro do ETA morto pelas mãos da Guarda Civil Espanhola.
Mattin deixou a bateria dando lugar a Treku Armendariz, que seria baterista até a dissolução da banda. Treku tocava em um grupo chamado Cremental, que se dissolveu quando seus membros viajaram para Londres. Mattin foi com eles para Inglaterra e Treku o substituiu no Kortatu.
Logo após gravou um demo com músicas como “Mierda de ciudad” (adaptação da música “Drinking and Driving” do The Business), “El ultimo ska” e “Hay algo aqui que va mal” (adaptação de “Doesn’t make it alright” do The Specials). Sua popularidade começou no final do ano quando entraram em estúdio e gravaram três músicas que apareceriam no chamado “Disco de los cuatro” (Sonua, 1985), junto a Cicatriz, Jotakie e Kontuz-Hi! As músicas foram “Nicarágua Sandinista”, “Mierda de ciudad” e “El ultimo ska de Manolo Rastaman”.

### O Sucesso
Durante 1985 Kortatu esteve em tour em todo o País Basco, atuando em numerosos shows e festivais numerosos. Começaram a sair do circuito basco, tocando em Madrid e Barcelona. Em 31 de maio tocaram na prisão de Martutene junto à banda Barricada. Um mês mais tarde (em 7 de julho), Joseba Sarrionandia e Iñaki Pikabea fugiram da prisão escondidos atrás de uma caixa de som no show do cantor Imanol Larzabal.
Barricada e Kortatu foram acusados ( apesar de nunca ter se chegado a uma conclusão) de preparar a fuga dos presos, o que os proibiu de tocar em nenhuma prisão a partir de então. Mais tarde, compuseram “Sarri, Sarri”, celebrando a fuga dos presos.
Na metade do ano voltaram aos estúdios Tsunami em San Sebastian, aonde gravaram seu primeiro LP: Kortatu (Soñua, 1985). As maiorias das canções do álbum eram em espanhol, exceto as músicas “Sarri, Sarri” e “Zu atrapatu arte”, que eram cantadas em basco. Também aparecia “Jimmy Jazz”, uma adaptação da canção do The Clash. O disco os levou a se unir com bandas locais como La Polla Records, Hertzainak e Zarama, e foi eleito o disco do ano pela revista musical Muskaria e pelos jornais Egin e El Diário Vasco. Nesse ano chegaram a tocar diante de 15.000 pessoas.
Em 1986 começaram um tour pela Europa (Suíça, Alemanha e Países Baixos) e gravaram mais dois Singles. O primeiro foi o grande single A la calle (Soñua, 1986), aonde apareceram três músicas: “Hay algo aqui que va mal”, “A la calle” e o primeiro dub que se realizou na Espanha: “Desmond Dub”, remix da música “Desmond Tutu” de seu primeiro LP. Em setembro entraram nos estúdios Elkar e gravaram seu segundo LP, El estado de las cosas (Soñua, 1986). O espírito tão festivo de seu primeiro LP estava presente (“Equilíbrio”, “Cartel en el casco viejo de Bilbao” e “Aizkolari”), mas começaram a ter temas mais sérios como “9 zulo”, “Nível 30”, “El estado de las cosas” e “Hotel Monbar”.Como o anterior, quase todos as músicas eram cantadas em espanhol. Apareceram como colaboradores Jabier Muguruza (acordeão em “Jaungoikoa eta Lege Zarra”), Xavier Montoia (vocalista do grupo M-ak, em “9 zulo”) e Josetxo Silguero(sax em “Equilíbrio”).Neste ano romperam definitivamente as fronteiras do País Basco e se apresentaram em todo o território espanhol.
Durante 1987 se dedicaram a fazer tours sem parar, tocando em toda a Espanha e realizando um novo tour na Europa que os levou a França e, de novo, a Suíça e Alemanha. Tornaram-se um dos grupos espanhóis que mais havia tocado pela Europa; mostra disso é coletânea editada exclusivamente para distribuição européia: A Frontline Compilation (Red Rhino-Organik, 1988).

### A dissolução
Em 1988 Kortatu editaram seu terceiro LP Kolpez Kolpe (Oihuka, 1988), desta vez cantado integralmente em basco. Gravaram no estúdio IZ, e aparece Kaki Arkarazo (guitarrista do M-ak) como produtor e técnico de som.O som da banda evoluiu desde dos primeiros discos e já podia imaginar o que seria Negu Gorriak.Voltaram aparecer múltiplas colaborações, como Yul(da banda RIP, guitarra em “Makurtu gabe”), Mikel Laboa ( voz em “Ehun ginen”) e de novo Jabier Muguruza (acordeão em “Platinok Sudurrak”).
Na tour posterior pela Europa se incorporou a banda Kaki Arkarazo como segundo guitarrista. Derão mais de 280 shows em seus quatro anos de existência. No último deles (em primeiro de outubro em Pamplona) gravarão o que seria seu canto dos cisnes, o LP duplo ao vivo Azken guda dantza (Nola!,1988), que é considerado como um dos melhores discos ao vivo do mundo pela revistas Maximun Rock & Roll.
Depois da separação do grupo em 1988, os irmãos Fermin e Iñigo formaram Negu Gorriak junto a Kaki Arkarazo. Em 1997, Fermin começa sua carreira solo. Iñigo, após a dissolução do Kortatu passou a fazer parte da banda Delirium Tremens como guitarrista. Treku se retirou da música (depois de formar parte da banda Les Mecaniciens, junto com Jabier Muguruza) e Kaki formou parte do Negu Gorriak e Nacion Reixa. Desde a dissolução destes grupos Kaki vem trabalhando como Técnico de Som.

## Discografia

### Álbuns
- Split com Cicatriz/Jotakie/Kontuz-Hi! (Soñua, 1985)
- Kortatu (Soñua, 1985)
- A la Calle (12" EP, Soñua, 1986)
- El Estado de las Cosas (Soñua, 1986)
- Kolpez Kolpe (Oihuka, 1988)
- Azken Guda Dantza (Ao vivo, 2xLP, Nola!, 1988)

### Coletâneas
- A Front Line Compilation (Red Rhino-Organik, 1988)

### DVD
- Kortatu
- No Acepto!!! 1980-1990: 10 anos de Hardcore, Punk, Ira e Caos